# Fuentenebro
Fuentenebro è un comune spagnolo di 126 abitanti situato nella comunità autonoma di Castiglia e León.